# INPP5F
INPP5F‏ (Inositol polyphosphate-5-phosphatase F) هوَ بروتين يُشَفر بواسطة جين INPP5F في الإنسان.